# Kōji Yoneyama
Kōji Yoneyama (...) è un ex giocatore di football americano giapponese che ha giocato come wide receiver.